# Ouzouer-le-Doyen
Ouzouer-le-Doyen – miejscowość i gmina we Francji, w Regionie Centralnym, w departamencie Loir-et-Cher.
Według danych na rok 1990 gminę zamieszkiwało 208 osób, a gęstość zaludnienia wynosiła 13 osób/km² (wśród 1842 gmin Centre, Ouzouer-le-Doyen plasuje się na 931. miejscu pod względem liczby ludności, natomiast pod względem powierzchni na miejscu 835.).